# Xabier Silveira

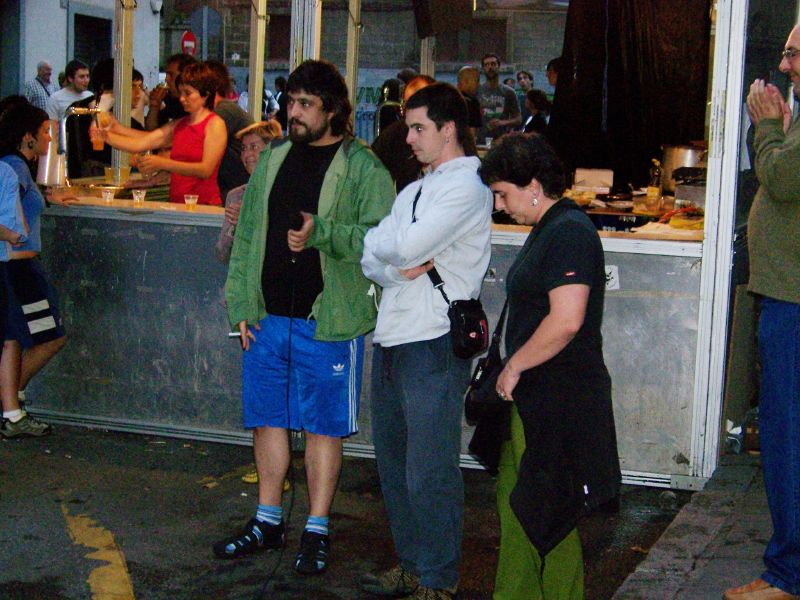
Xabier Silveira (de verde) en Santuchu (Vizcaya).

Xabier Silveira Etxeberria (Lesaca, Navarra, 1976) es un versolari y escritor español.

## Biografía
Ha ganado en siete ocasiones el Campeonato de Versolaris de Navarra (Nafarroako Bertsolari Txapelketa): 1997, 2003, 2004, 2005, 2006, 2007 y 2009. En 1994 ganó el Campeonato Inter-escolar de Euskal Herria, tras superar a Maialen Lujanbio. Es conocido por su estilo provocador: ha llegado, por ejemplo, a cantar bertsos contra los miembros del tribunal.
Junto a los también versolaris Fredi Paia y Jokin Uranga, ha participado en el espectáculo de bertsos "Zaharrak Berri Xou". Asimismo, es columnista en el diario Gara, donde hace gala de su estilo provocador; y donde escribe, indistintamente, en euskera y castellano. Se ha tenido que enfrentar a más de un problema por las opiniones vertidas en sus artículos. Desde pintadas amenazantes que firmaban grupos de extrema derecha a un juicio por ofender sensibilidades religiosas.
En noviembre de 2007, publicó su primera novela, escrita en castellano: "A las ocho en el Bule", editada por Txalaparta argitaletxea.
Últimamente ha empezado a utilizar su habilidad improvisadora iniciándose en hip-hop o el rap.